# Айиртау (Айиртауський район)
Айирта́у (каз. Айыртау) — село у складі Айиртауського району Північноказахстанської області Казахстану. Входить до складу Володарського сільського округу, раніше входило до складу ліквідованих Айиртауської сільської ради та Жетикольського сільського округу.
Населення — 478 осіб (2021; 622 у 2009, 764 у 1999, 979 у 1989).
Національний склад станом на 1989 рік:
- росіяни — 64 %
- казахи — 26 %.